# Złoty Puchar CONCACAF
Złoty Puchar CONCACAF (ang. CONCACAF Gold Cup, fr. Coupe D'or CONCACAF, hiszp. Copa de Oro CONCACAF) – rozgrywki sportowe, cyklicznie organizowane przez Konfederację Piłki Nożnej Ameryki Północnej, Środkowej i Karaibów (CONCACAF) dla północnoamerykańskich piłkarskich reprezentacji męskich seniorów. Dodatkowo, do gry w turnieju finałowym zapraszane są drużyny z trzech pozostałych federacji. Złoty Puchar za każdym razem był organizowany przez Stany Zjednoczone, dwukrotnie wspólnie z Meksykiem i raz z Kanadą, natomiast w 2019 z Kostaryką i Jamajką.
Pierwsze Mistrzostwa CONCACAF odbyły się w 1963 zastępując Mistrzostwa CCCF (1941-61), w których brały udział wyłącznie państwa z Ameryki Środkowej oraz Karaibów. Mistrzostwa CONCACAF były rozgrywane do 1971, natomiast od 1973 do 1989 nie odbywały się żadne oficjalne mistrzostwa w strefie CONCACAF (były one rozgrywane w ramach eliminacji do mistrzostw świata i zwycięzca tychże eliminacji zostawał mistrzem).
W 1991 turniej został ponownie zorganizowany, pod nazwą Złoty Puchar. Od tego czasu dziewięciokrotnie wygrywał Meksyk, siedmiokrotnie USA i raz Kanada.

## Wyniki
| Rok         | Gospodarz                           |                   | Finał             | Finał             | Finał             |                   | Mecz o 3. miejsce | Mecz o 3. miejsce | Mecz o 3. miejsce |
| Rok         | Gospodarz                           | Zwycięzca         | Wynik             | Wicemistrz        | Trzecie miejsce   | Wynik             | Czwarte miejsce   |                   |                   |
| ----------- | ----------------------------------- | ----------------- | ----------------- | ----------------- | ----------------- | ----------------- | ----------------- | ----------------- | ----------------- |
| 1991 Więcej | Stany Zjednoczone                   | Stany Zjednoczone | 0 – 0 k. 4 : 3    | Honduras          | Meksyk            | 2 – 0             | Kostaryka         |                   |                   |
| 1993 Więcej | Meksyk Stany Zjednoczone            | Meksyk            | 4 – 0             | Stany Zjednoczone | Kostaryka         | 1 – 1(1) po dogr. | Jamajka           |                   |                   |
| 1996 Więcej | Stany Zjednoczone                   | Meksyk            | 2 – 0             | Brazylia          | Stany Zjednoczone | 3 – 0             | Gwatemala         |                   |                   |
| 1998 Więcej | Stany Zjednoczone                   | Meksyk            | 1 – 0             | Stany Zjednoczone | Brazylia          | 1 – 0             | Jamajka           |                   |                   |
| 2000 Więcej | Stany Zjednoczone                   | Kanada            | 2 – 0             | Kolumbia          | Peru              | (n/a)(3)          | Trynidad i Tobago |                   |                   |
| 2002 Więcej | Stany Zjednoczone                   | Stany Zjednoczone | 2 – 0             | Kostaryka         | Kanada            | 2 – 1             | Korea Południowa  |                   |                   |
| 2003 Więcej | Meksyk Stany Zjednoczone            | Meksyk            | 1 – 0 po dogr.(2) | Brazylia          | Stany Zjednoczone | 3 – 2             | Kostaryka         |                   |                   |
| 2005 Więcej | Stany Zjednoczone                   | Stany Zjednoczone | 0 – 0 k. 3 : 1    | Panama            | Honduras          | (n/a)(3)          | Kolumbia          |                   |                   |
| 2007 Więcej | Stany Zjednoczone                   | Stany Zjednoczone | 2 - 1             | Meksyk            | Gwadelupa         | (n/a)(3)          | Kanada            |                   |                   |
| 2009 Więcej | Stany Zjednoczone                   | Meksyk            | 5 - 0             | Stany Zjednoczone | Honduras          | (n/a)(3)          | Kostaryka         |                   |                   |
| 2011 Więcej | Stany Zjednoczone                   | Meksyk            | 4 - 2             | Stany Zjednoczone | Honduras          | (n/a)(3)          | Panama            |                   |                   |
| 2013 Więcej | Stany Zjednoczone                   | Stany Zjednoczone | 1 - 0             | Panama            | Honduras          | (n/a)(3)          | Meksyk            |                   |                   |
| 2015 Więcej | Kanada Stany Zjednoczone            | Meksyk            | 3 – 1             | Jamajka           | Panama            | 1 – 1 k. 3 : 2    | Stany Zjednoczone |                   |                   |
| 2017 Więcej | Stany Zjednoczone                   | Stany Zjednoczone | 2 – 1             | Jamajka           | Kostaryka         | (n/a)(3)          | Meksyk            |                   |                   |
| 2019 Więcej | Jamajka Kostaryka Stany Zjednoczone | Meksyk            | 1 – 0             | Stany Zjednoczone | Haiti             | (n/a)(3)          | Jamajka           |                   |                   |
| 2021 Więcej | Stany Zjednoczone                   | Stany Zjednoczone | 1 – 0 po dogr.    | Meksyk            | Katar             | (n/a)(3)          | Kanada            |                   |                   |
| 2023 Więcej | Kanada Stany Zjednoczone            | Meksyk            | 1 – 0             | Panama            | Jamajka           | (n/a)(3)          | Stany Zjednoczone |                   |                   |
| 2025 Więcej | Kanada Stany Zjednoczone            |                   |                   |                   |                   |                   |                   |                   |                   |

(drużyny występujące gościnnie wypisane kursywą)

## Klasyfikacja medalowa
| Drużyna           | 1. miejsce                                               | 2. miejsce                       | 3. miejsce                 | 4. miejsce     |
| ----------------- | -------------------------------------------------------- | -------------------------------- | -------------------------- | -------------- |
| Meksyk            | 9 (1993, 1996, 1998, 2003, 2009, 2011, 2015, 2019, 2023) | 2 (2007, 2021)                   | 3 (1991, 2013, 2017)       | –              |
| Stany Zjednoczone | 7 (1991, 2002, 2005, 2007, 2013, 2017, 2021)             | 5 (1993, 1998, 2009, 2011, 2019) | 3 (1996, 2003, 2023)       | 1 (2015)       |
| Kanada            | 1 (2000)                                                 | –                                | 3 (2002, 2007, 2021)       | –              |
| Panama            | –                                                        | 3 (2005, 2013, 2023)             | 2 (2011, 2015)             | –              |
| Jamajka           | –                                                        | 2 (2015, 2017)                   | 3 (1993, 2019, 2023)       | 1 (1998)       |
| Brazylia          | –                                                        | 2 (1996, 2003)                   | 1 (1998)                   | –              |
| Honduras          | –                                                        | 1 (1991)                         | 4 (2005, 2009, 2011, 2013) | –              |
| Kostaryka         | –                                                        | 1 (2002)                         | 3 (1993, 2009, 2017)       | 2 (1991, 2003) |
| Kolumbia          | –                                                        | 1 (2000)                         | 1 (2005)                   | –              |
| Trynidad i Tobago | –                                                        | –                                | 1 (2000)                   | –              |
| Peru              | –                                                        | –                                | 1 (2000)                   | –              |
| Gwadelupa         | –                                                        | –                                | 1 (2007)                   | –              |
| Haiti             | –                                                        | –                                | 1 (2019)                   | –              |
| Katar             | –                                                        | –                                | 1 (2021)                   | –              |
| Gwatemala         | –                                                        | –                                | –                          | 1 (1996)       |
| Korea Południowa  | –                                                        | –                                | –                          | 1 (2002)       |

(drużyny występujące gościnnie wypisane kursywą)

## Klasyfikacja startów (1991-2023)
17 występów
- Meksyk
- Stany Zjednoczone

16 występów
- Honduras
- Kanada
- Kostaryka

13 występów
- Jamajka
- Salwador

12 występów
- Gwatemala

11 występów
- Panama
- Trynidad i Tobago

10 występów
- Kuba

9 występów
- Haiti

8 występów
- Martynika

5 występy
- Gwadelupa

3 występy
- Grenada
- Nikaragua

2 występy
- Curaçao

1 występ
- Belize
- Bermudy
- Gujana
- Gujana Francuska
- Saint Kitts i Nevis
- Surinam
- Saint Vincent i Grenadyny

Występy gościnnie
3 występy
- Brazylia
- Kolumbia

2 występy
- Katar
- Korea Południowa

1 występ
- Ekwador
- Peru
- Południowa Afryka

## Tabela wszech czasów (1991-2017)
W czternastu finałach piłkarskich mistrzostw Ameryki Północnej lat 1991–2017 wystąpiło 26 reprezentacji narodowych. Rozegrały 296 meczów (58 zakończyło się remisem), strzelając 809 bramek (średnio 2,73 na spotkanie).
| Lp. | Reprezentacja             | Starty | Mecze | Zwycięstwa | Remisy | Porażki | Stosunek bramek | Punkty |
| 1   | Stany Zjednoczone         | 14     | 73    | 56         | 9      | 8       | 146:53          | 169    |
| 2   | Meksyk                    | 14     | 69    | 48         | 10     | 9       | 155:41          | 147    |
| 3   | Kostaryka                 | 13     | 55    | 19         | 16     | 20      | 82:66           | 71     |
| 4   | Honduras                  | 13     | 48    | 19         | 8      | 21      | 70:60           | 61     |
| 5   | Kanada                    | 13     | 45    | 16         | 13     | 16      | 49:58           | 60     |
| 6   | Jamajka                   | 10     | 41    | 16         | 7      | 18      | 45:59           | 54     |
| 7   | Panama                    | 8      | 38    | 12         | 15     | 11      | 53:46           | 51     |
| 8   | Salwador                  | 10     | 32    | 8          | 7      | 17      | 28:55           | 31     |
| 9   | Trynidad i Tobago         | 9      | 27    | 7          | 7      | 13      | 38:46           | 27     |
| 10  | Brazylia                  | 3      | 14    | 8          | 2      | 4       | 22:9            | 26     |
| 11  | Gwatemala                 | 10     | 30    | 4          | 8      | 18      | 24:48           | 19     |
| 12  | Kolumbia                  | 3      | 13    | 5          | 2      | 6       | 14:17           | 17     |
| 13  | Haiti                     | 6      | 19    | 4          | 5      | 10      | 14:25           | 17     |
| 14  | Gwadelupa                 | 3      | 12    | 4          | 1      | 7       | 12:18           | 13     |
| 15  | Martynika                 | 5      | 14    | 3          | 2      | 9       | 11:30           | 11     |
| 16  | Kuba                      | 8      | 24    | 3          | 2      | 19      | 18:80           | 11     |
| 17  | Południowa Afryka         | 1      | 4     | 1          | 3      | 0       | 7:6             | 6      |
| 18  | Peru                      | 1      | 4     | 1          | 1      | 2       | 7:7             | 4      |
| 19  | Korea Południowa          | 2      | 7     | 0          | 4      | 3       | 5:9             | 4      |
| 20  | Ekwador                   | 1      | 2     | 1          | 0      | 1       | 2:2             | 3      |
| 21  | Curaçao                   | 1      | 3     | 0          | 0      | 3       | 0:6             | 0      |
| 22  | Gujana Francuska          | 1      | 3     | 0          | 0      | 3       | 2:10            | 0      |
| 23  | Saint Vincent i Grenadyny | 1      | 2     | 0          | 0      | 2       | 0:8             | 0      |
| 24  | Belize                    | 1      | 3     | 0          | 0      | 3       | 1:11            | 0      |
| 25  | Nikaragua                 | 2      | 6     | 0          | 0      | 6       | 1:15            | 0      |
| 26  | Grenada                   | 2      | 6     | 0          | 0      | 6       | 1:25            | 0      |

Uwagi:
- Drużyny występujące gościnnie wypisane kursywą
- Aktualizacja na 27 lipca 2017
- W latach 1991–1993 za zwycięstwo przyznawano 2 pkt., od 1996 – 3.